# Championnats du monde de VTT marathon 2017
Navigation
2016 2018
Les championnats du monde de VTT marathon 2017 ont lieu à Singen en Allemagne le 25 juin 2017.
Le championnat féminin est disputé sur un parcours de 80 km, le championnat masculin sur un parcours de 98 km.

## Classements

### Hommes
| Pos | Nom                  | Pays     | Temps            |
| --- | -------------------- | -------- | ---------------- |
| 1   | Alban Lakata         | Autriche | 3 h 17 min 25 s. |
| 2   | Tiago Ferreira       | Portugal | + 1 s            |
| 3   | Daniel Geismayr      | Autriche | + 1 s            |
| 4   | Mathieu van der Poel | Pays-Bas | + 2 min 42 s     |
| 5   | Jaroslav Kulhavy     | Tchéquie | + 2 min 42 s     |
| 6   | Nicola Rohrbach      | Suisse   | + 2 min 42 s     |
| 7   | Hans Becking         | Pays-Bas | + 2 min 43 s     |
| 8   | Leonardo Páez        | Colombie | + 3 min 49 s     |
| 9   | Matous Ulman         | Tchéquie | + 3 min 49 s     |
| 10  | Hermann Pernsteiner  | Autriche | + 3 min 49 s     |

### Femmes
| Pos | Nom                    | Pays           | Temps          |
| --- | ---------------------- | -------------- | -------------- |
| 1   | Annika Langvad         | Danemark       | 3 h 6 min 50 s |
| 2   | Sabine Spitz           | Allemagne      | + 1 s          |
| 3   | Gunn-Rita Dahle Flesjå | Norvège        | + 8 s          |
| 4   | Jolanda Neff           | Suisse         | + 11 s         |
| 5   | Christina Kollmann     | Autriche       | + 44 s         |
| 6   | Esther Süss            | Suisse         | + 1 min 10 s   |
| 7   | Jennie Stenerhag       | Suède          | + 1 min 13 s   |
| 8   | Silke Ulrich           | Allemagne      | + 1 min 17 s   |
| 9   | Katazina Sosna         | Lituanie       | + 1 min 36 s   |
| 10  | Robyn de Groot         | Afrique du Sud | + 1 min 36 s   |